# 알라 웃딘 테키시
알라 웃딘 테키시(‘Alā’al-Dīn Tekish, 1132년 ~ 1200년)는 호라즘 제국의 제6대 군주(재위 : 1172년 - 1200년). 제4대 군주 일 아르슬란의 장남. 군주 칭호를 처음으로 술탄으로 칭했다.

## 생애
1172년 3월에 아버지가 죽었을 때, 호라즘의 동쪽, 스르강 하류의 잘드(현카자흐스탄)에 있었지만, 호라즘의 궁정을 맡는 아버지의 미망인이 친아들의 술탄 샤(테키시의 이복 동생)를 옹립했다. 테키시는 동생의 즉위를 인정하지 않고, 서요(西遼)의 지원을 받아 호라즘을 탈환했다. 술탄 샤는 어머니와 함께 남쪽의 호라산으로 도망쳐 셀주크 왕조 호라산 군주 산쟈르의 옛 신하로 그 사후에 호라산의 지배자가 된 무아이야드 아이아파에게 의지했다. 1173년에 수도 우르겐치에서 즉위를 선언한 테키시는 왕위를 계승에 우위에 있었고 다음 1174년에는 호라산에 쳐들어가 아이아파를 죽였다.
술탄 샤는 남하하여 아프가니스탄의 고르 왕조로 피하여 이번은 왕위 계승에서 싸워 승리한 테키시와 사이가 틀어진 거란족의 도움을 받고 호라즘에 들어갔다. 테키시는 우르겐치에 수비를 강화하고 호라즘을 끝까지 지켰지만, 술탄 샤는 그대로 거란족의 원조에 의해 호라산 북부의 도시 메르브를 빼앗아, 다시 호라즘 제국은 남북으로 분열됐다. 형제는 이 주변 세력까지 말려 들게 하여 길게 항쟁을 계속하지만, 1189년이 되어 양자는 강화하여 술탄 샤는 테키시의 왕위를 인정하여 테키시는 호라즘 제국의 통일 군주로서 정식으로 술탄에 즉위 했다.
테키시는 호라산의 통치를 굳혀 한층 더 서쪽의 이란에의 진출을 개시했다. 1192년에는 아제르바이잔을 지배하는 아타베크 정권 일 드규즈 왕조의 요청을 받아 이란 중앙부까지 군사를 움직였지만, 동생 술탄 샤가 우르겐치를 넘보고 있다라는 보고를 받고 호라즘으로 돌아갔다. 다음 1193년 술탄 샤가 죽고, 호라즘 제국은 간신히 통일을 한다. 1194년 테키시는 재차 이란으로 진출하여, 중앙 이란의 레이 근교에서 이란 서부를 지배하는 셀주크 왕조 마지막 술탄 투그릴 3세를 전사 시키고, 셀주크 왕조를 멸망 시켰다. 이 원정에 의해서 호라즘 제국은 동부 이란의 호라산로부터 서부 이란의 하마단까지 지배 영역을 펼쳐 아바스 왕조의 칼리파 나스르로부터 정식으로 술탄의 칭호를 인정했다. 1198년에는 다시 이라크에 원정 하여, 바그다드까지 지배하여 칼리파를 보호를 하였다.
그 다음은 이란의 각지에서 세력을 가지는 이스마일파 세력과의 항쟁을 하였고, 1200년에 병으로 죽었다.
테키시의 성공 요인은 초기에는 거란족, 후에는 아랄해 북방의 투르크계 유목민 칸그리나 키프체크의 힘이 큰 역할을 하였다. 테키시의 아내는 칸그리의 출신이며, 그녀가 낳은 알라 웃딘 무함마드가 테키시의 뒤를 이어 제7대 군주에 즉위 한다. 테키시의 대에 서방으로 확대한 호라즘 제국은 칸그리의 힘에 의지한 무함마드의 아래에서 동방으로 확대해, 왕조의 최대 판도를 실현하지만, 불과 2대의 급속한 세력 확대는 통일된 군대와 안정된 지배를 쌓아 올리지 못하고, 몽골 제국의 공격으로 붕괴하게 된다.
| 전 임 술탄 샤 | 제6대 호라즘 제국의 술탄 1172년 ~ 1200년 | 후 임 알라 웃딘 무함마드 |